# Kíssamos
Kíssamos (grec: Κίσσαμος ['kisamos] o ['cisamos]) és una població i capital del municipi del mateix nom al nord-oest de l'illa de Creta, a la província històrica de Kíssamos, a la prefectura de Khanià. La població de Kíssamos té el nom oficial Kastelli-Kissamou ([kas'teʎi cisa'mu]) i sovint se l'anomena simplement com Kastelli pel castell venecià que hi havia.
Ara és un port amb línies regulars de transbordadors amb el Peloponès via Citera (Kythera en grec). Hi ha un museu arqueològic, amb troballes arqueològiques de l'antic port romà de Polyrrhenia.
El municipi inclou la península de Gramvousa i els illots adjacents Grambusa amb la seva impressionant fortalesa, i Agria Grambusa; l'illot de Pontikonisi més a l'oest; i els pobles de Sfinari, Koukounaras, Polirinia, Platanes, Lousakia, Sirikari, Kallergiania i Kalathena.